# Ivan Kaus
Ivan Kaus (madžarsko Kausz Iván), slovenski rimskokatoliški duhovnik, ki je služboval v Slovenski krajini (Prekmurje, Porabje) in na Ogrskem, *  30. junij 1845, Čezsoča, †  14. maj 1892, Csém.
Rojen je bil Janezu Kausu in Mariji Klavora. Sedmi in osmi razred  gimnazije je končal kot semeniščnik. 
Posvečen je bil 5. januarja, 1868. Svojo duhovniško službo je začel na Ogrskem v vasi Alsószeleste, v Železni županiji. Kaplanoval je v Vámoscsaládu, pri Sárváru med leti(1868-1869), potem so ga poslali v Slovensko krajino, kjer kapelanoval na Tišini (1869, febr.-marc.), v Svetem Martinu, v Gornji Lendavi (1870, marc.-1872), v Svetem Jurju) in kot administrator v Stinacu  na Gradiščanskem. Leta 1877 je dobil župnijo v Csému, v županiji Komárom-Esztergom. Tam je tudi umrl.
Govoril je tudi hrvaško, prekmursko in nemško.